# Stubach (Ulmbach)
Stubach (auch Stubbach bezeichnet) ist eine Wüstung in der Gemarkung von Ulmbach, heute Teil der Stadt Steinau an der Straße, im Main-Kinzig-Kreis in Hessen.

## Geografische Lage
Die Wüstung liegt an linken Talseite der Stubbach, nördlich des Hettersberges und südlich der L3195, die Ulmbach (ostnordöstlich der Wüstung) und Rabenstein (nordwestlich der Wüstung) verbindet. Bachaufwärts vor der Landesstraße liegt das 1988 ausgewiesene und etwa 2,5 km2 große NSG In der Stubbach bei Ulmbach (siehe Liste der Naturschutzgebiete im Main-Kinzig-Kreis). Die noch ausgewiesenen erfolgreichen Ausgrabungen liegen nördlich des NSG, während die Kartierung die Wüstung südlich des NSG darstellt. Damit sind auch geografisch die zwei Ortsteile der Wüstung erklärbar.
Geomorphologisch liegt die Wüstung in einer größeren aber flachen Talmulde bei etwa 360 bis 370 m über NN. Eingerahmt von Höhenbereichen im Süden, Westen und Norden, die ca. 40 m höher liegen, bildet die ehemalige Siedlung den oberen Talabschnitt entlang der kleinen Stubbach. Der Nord-Süd ausgerichtete Talbereich folgt der allgemeinen Abdachung des Vogelsberg-Massivs in Nord-Süd-Richtung bis zur Kinzig. Geologisch ist das Gebiet durch eine größere Lößauflage über Basaltdecken im Talbereich gekennzeichnet, die auf Sedimentgesteinen des Buntsandsteines aufliegen. Die Oberflächen sind nur stellenweise von kleinen Schollen des Muschelkalks durchbrochen. Das Gebiet ist heute ein größeres Offenland und wird landwirtschaftlich genutzt. Nur auf den Höhenzügen und den Talenden befinden sich ausgedehntere Waldflächen.

## Geschichte
Nach Informationen des Steinauer Geschichtsvereins fand der Ort 810 als Waltstupach Ersterwähnung.
Das Dorf wurde 1289 urkundlich als Stupach, als das fuldische Kloster Neuenberg die Vogtei von den Stichelingen von Gelnhausen erwarb. Ab dem 15. Jahrhundert scheinen zwei Dorfteile existiert zu haben, denn ab dem ersten Viertel des 15. Jahrhunderts wird in Nidernstupach (Niddern Stuppach, Niederstubach) und ein Obern-Stuppach (Oberstubach) in einem Weistum unterschieden. Dabei ist durch eine weitere Urkunde sogar der Name eines Gutes in Niederstubach bekannt, bezeichnet als Hintzinger-Gut nahe der Ulmbacher Furt. Besitzer der dortigen Wiese waren die Brüder Konrad (samt Frau und Sohn) und Eberhard von Mörle genannt Beheim, die eigentlich aus der Gegend von Uerzell kommen und die Wasserburg Uerzell ihre Stammburg nannten. Ab Mitte des 15. Jahrhunderts im Niedergang begriffen und als Raubritter agierend, wird die Linie nach Süden an den Main ausweichen und nur noch einmal 100 Jahre später mit Wolf von Mörle genannt Beheim als Hofmarschall in Mainzer Diensten aufblühen, der das Schloss Wörth zu Lehen erlangt.
Danach sind keine urkundlichen Nennungen von Stubach mehr vorhanden. Auch sind jüngere Besiedlungsspuren nicht mehr nachweisbar.
Mitte des 19. Jahrhunderts wird die Lage von Stubbach nur noch als geografische Bezeichnung in der Niveaukarte des Kurfürstentums Hessen genannt.

## Ausgrabungen
Beim Pflügen einer bisher genutzten Wiese wurden 2014 Besiedlungsspuren und -funde dokumentiert. Begehungen von Mitarbeitern der Denkmalschutzbehörde des Main-Kinzig-Kreises ergaben umfangreiche Funde. Der Denkmalpfleger gab das Gelände für eine archäologische Untersuchung für 2015 frei. Diese erfolgte unter Führung des Archäologischen Spessartprojekts (ASP) im September und Oktober 2015. 
Die Grabung war eine Initiative des archäologischen Arbeitskreises des Main-Kinzig-Kreises, der Denkmalschutzbehörde des Main-Kinzig-Kreises und des Heimat- und Kulturvereins Ulmbach. Eine Förderung erfolgte von Seiten des Grundstückseigentümers, des Main-Kinzig-Kreises, der Stadt Steinau an der Straße und der Sparkassenstiftung Hessen-Thüringen. Die ergrabene Siedlung lag nur 30 cm unter der aktuellen Horizont. Knapp 300 Quadratmeter Boden wurden in festgelegten Quadraten planmäßig archäologisch untersucht.
Die Funde, wie Steinsetzungen von Grundstücksmauern und Fachwerkgebäuden, Ofenkacheln, Dachziegel und viele Fragmente großer Abrahmschüsseln zur Herstellung von Milchprodukten, ließen zwei Besiedlungshorizonte nachweisen; der eine um das zweite Drittel des 13. Jahrhunderts in Parallelen zu anderen Funden im westlichen Spessart; der andere in der zweiten Hälfte des 14. Jahrhunderts. Durch weitere Fundanalysen konnte gezeigt werden, dass noch eine frühere Besiedlung gegen Ende des 12. bzw. Anfang des 13. Jahrhunderts erfolgt war. Ab der zweiten Besiedlung um 1350 konnte importiertes Steinzeug aus dem Dieburger und Siegburger Raum nachgewiesen werden. Interessant ist die Figur eines Kinderspielzeuges aus Ton, eine Kruselerpuppe, die zu den frühesten Nachweisen dieser Tonpüppchen gehört.
Die großräumigen Funde zeigen, dass der Ort über etwa zwei Kilometer entlang des gleichnamigen Baches besiedelt war. Die oberste Brandschicht an Funden belegte auch, dass die Ansiedelung einer Brandkatastrophe zum Opfer fiel und danach nicht wieder besiedelt wurde. Erste Ergebnisse und Stand der Ausgrabungen wurden am 4. Oktober 2015 der interessierten Öffentlichkeit bei Führungen über die Ausgrabung vorgestellt. Nach den Untersuchungen wurden die Grabungsflächen wieder verfüllt.
Das Gebiet ist als Hessisches Bodendenkmal ausgewiesen.